# Ariathisa angulata
Ariathisa angulata är en fjärilsart som beskrevs av M.Gaede 1935. Ariathisa angulata ingår i släktet Ariathisa och familjen nattflyn. Inga underarter finns listade i Catalogue of Life.